# Lư Khê ngư bạc
Lư Khê ngư bạc (chữ Hán: 鱸溪漁泊, có nghĩa thuyền đánh cá đỗ bến Vược), là tên hai bài thơ của Mạc Thiên Tứ; một bằng chữ Hán được xếp trong tập Hà Tiên thập vịnh (khắc in năm 1737); một bằng chữ Nôm được xếp trong tập Hà Tiên thập cảnh khúc vịnh (chưa được khắc in). Cả hai bài đều nói đến cảnh thuyền đánh cá đỗ bến Vược, nơi Rạch Vược; nay thuộc phường Thuận Yên, thành phố Hà Tiên, tỉnh Kiên Giang, Việt Nam.

## Tên bài thơ
Giải thích từ đầu bài: Lư là cá vược (còn được gọi là cá chẽm. Tên khoa học: Lates calcarifer). Khê là khe nước. Ngư bạc là thuyền câu hay thuyền chài đỗ bến.
Khi khởi xướng mười đầu bài trong Hà Tiên thập vịnh, Mạc Thiên Tứ đã chọn tên bài thơ là Lư Khê ngư bạc, để sóng đôi với Lộc Trĩ thôn cư, vì cả hai đều nói đến cảnh sinh hoạt nghề nghiệp của nhân dân Hà Tiên.
Sau, vì thích cảnh Lư Khê quá, ông đã sai cất một tiểu đình để làm nơi buông câu thư giãn. Không chỉ vậy, ông còn mượn cảnh trí này, làm thêm 32 bài thơ Đường luật, gọi là Lư Khê nhàn điếu tam thập thủ, và một bài phú dài hơn trăm câu, có tên là Lư Khê nhàn điếu tam thập nhị phú. Số thơ và phú này, về sau được khắc bản in thành một tập, có tên là Minh bột di ngư (Ông chài còn sót lại ở đất Minh bột).

## Vị trí Lư Khê
Sách Gia Định thành thông chí chép:
Khe Lư Khê ở cách trấn về phía đông 7 dặm rưỡi, lại cách về phía đông núi Tô Châu 4 dặm rưỡi. Phía nam thông với biển cả, phía tây có điếu đình (nhà ngồi câu) là di tích của Mạc Quận công khi rảnh đến ngồi câu. Khe rộng 2 trượng rưỡi, sâu 5 thước ta, dài 5 dặm rưỡi, dòng khe uyển chuyển lên bắc chảy quanh ra Đông Hồ. Bờ phía đông có dân cư thôn Tiên Thuận ở đấy. Thỉnh thoảng có người dắt bạn (đêm), chèo thuyền đi dưới bóng cây sạch mát, rượu thịt ê hề, hừng đông tỉnh giấc Tô Tử; canh gỏi tươi ngon, hơi thu động niềm Trương công. Dân địa phương hay khách lạ tạt qua đều vui cảnh ấy, nên trong 10 cảnh ở Hà Tiên, có cảnh Lư Khê nhàn điếu (rảnh câu Lư Khê) ấy là ghi chép một việc lạc thú vậy .
Rạch Lư Khê, xưa có hai nhánh trổ, một nhánh đổ ra biển, một nhánh thông với vũng Đông Hồ. Nơi hợp lại của hai dòng nước tạo thành một ao rộng, nước sâu trong vắt và nhiều cá. Ngược dòng Lư Khê, hai bên là những ngọn núi nhỏ nhấp nhô cùng với những túp lều tranh lúp xúp của dân chài. Về sau, khi quốc lộ 80 được xây dựng, cửa rạch Lư Khê thông ra biển đã bị lấp, con rạch chỉ còn một nhánh trổ ra vũng Đông Hồ. 

## Thơ

### Bài chữ Hán
| Nguyên tác: 鱸溪漁泊 遠遠滄浪含夕照， 鱸溪烟裏出漁燈。 橫波掩映泊孤艇， 落月參差浮罩層。 一領簑衣霜氣迫， 幾聲竹棹水光凝。 飄零自笑汪洋外， 欲附魚龍却未能。 | Phiên âm Hán-Việt: Lư Khê ngư bạc Viễn viễn thương lang hàm tịch chiếu, Lư khê yên lý xuất ngư đăng. Hoành ba yểm ánh bạc cô đính, Lạc nguyệt sâm sai phù tráo tăng. Nhất lãnh soa y sương khí bách, Kỷ thanh trúc trạo thủy quan ngưng. Phiêu linh tự tiếu uông dương ngoại, Dục phụ ngư long khước vị năng. |

### Bài chữ Nôm
Bài này nằm trong tập Hà Tiên thập cảnh khúc vịnh, gồm một khúc vịnh dài 34 câu, và kết thúc bằng một bài thơ Đường luật như sau:
Bến Vược nhà ngư chật mấy từng,
Trong nhàn, riêng có việc lăng xăng.
Lưới chài phơi trải đầy trời hạ,
Gỏi rượu hê ha toại nghiệp hằng.
Nghề Thuấn hãy truyền bền trác trác,
Dấu Nghiêu còn thấy đủ răng răng.
Sao đây, mười cảnh thanh hoa lạ,
Hoạ cảnh đào nguyên mới sánh chăng?

## Lời bình
Tác giả đã khéo chọn lư (cá vược) đối với lộc (nai), khéo mượn cảnh thuyền chài về đỗ bến đối lại với nghề canh tác ở chốn nông thôn (Lộc trĩ thôn cư); để chứng minh rằng vùng đất mới Hà Tiên, chẳng những đồng ruộng phì nhiêu mà sông biển cũng rất phong phú. 
Tất cả làm cho người dân có được một cuộc sống ấm no, an lạc và thái bình như thời Nghiêu, Thuấn.